# Dolmen Juan Rol I
Der Dolmen Juan Rol I in der weiteren Umgebung der Stadt Alcántara ist eine breitkammerige Anta, die in Spanien als Dolmen bezeichnet wird. Er gehört zur Gruppe der Dolmen von Alcántara und erscheint in der archäologischen Landkarte der Extremadura sowie in der älteren Literatur Spaniens auch unter dem Namen „Juan Ron I“.

## Beschreibung

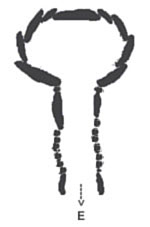
Grundriss einer „breitkammerigen“ Anta

Der aus Schiefergestein errichtete Dolmen besteht aus einer Kammer mit sechs, von einst sieben abgeschlagenen Tragsteinen und aus einem weitmündigen Gang aus elf ebensolchen Steinen (einige mit Schälchen und Felsritzungen) und einem im Jahr 1997 wieder aufgelegten Deckstein.
Die Dimensionen sind wesentlich größer als beim benachbarten Dolmen Maimón II. Die Kammer hat einen Durchmesser von 2,3 m und eine Höhe von 1,5 m. Die Länge des Ganges beträgt etwa 5,0 m und seine Höhe 0,9 m. Der Hügel, der im Wesentlichen die Kammer umgab (nicht völlig den Gangbereich), hatte etwa 8 m Durchmesser.

## Geschichte
Das Megalithgrab ist wahrscheinlich der Zeit um 4000 v. Chr. zuzuordnen. Die letzte erkennbare Nutzung erfolgte während der frühen Bronzezeit (zwischen 2200 v. Chr. und 1900 v. Chr.) durch Menschen der Glockenbecherkultur. Die damaligen Nutzer hinterließen ihre Spuren im Gang, in der Nähe der Kammer, mit einem quer gelegten Stein. An diesem Ort wurden ein Becher, ein Metallblech und eine Schale platziert. Es handelt sich um eine klassische Ausstattung der Glockenbecherleute, mit der Eigenheit, dass die Becher undekoriert waren.
Die Kammer ist geplündert worden, was den Zustand einiger Orthostaten erklärt. Auf dem ursprünglichen Bodenniveau konnten mehrere Pfeilspitzen, ein großes Schieferplattenidol mit Augenlöchern und Streifen gefüllter Dreiecke als Dekoration und einige Perlen entdeckt werden. Auf dem Boden des Ganges wurden Anhänger, beschädigte geschliffene Äxte, ganze Becher, Perlen und Pfeilspitzen gefunden.